# Świr (singel)
Świr – trzeci singel zespołu Grupa Operacyjna pochodzący z albumu „Ostry dyżur”.

## Teledysk
W teledysku wystąpiła gościnnie grupa taneczna Spoko, reprezentanci Polski na mistrzostwach Europy i świata w tańcu hip-hop. W klipie pojawia się również Grzegorz Miecugow, dziennikarz TVN24 i współgospodarz Szkła kontaktowego ze słynnym powiedzeniem od pana Edwarda ze Szczecina „Niech pan nie przerywa, panie Miecugow!”.